# MTV Ingolstadt
Der Männer-Turn-Verein von 1881 Ingolstadt ist ein Breitensportverein in Ingolstadt. Er wurde am 18. Juli 1881 gegründet. Nach Kriegsende wurde der Verein als Städtischer SV Ingolstadt 1881 wieder gegründet. Die Rückbenennung fand 1948 statt. Die Farben des Vereins sind violett-weiß.

## Logo
Das Vereinsabzeichen ist ein rundes Logo in den Farben lila-weiß mit dem Ingolstädter Panther, einer Welle (Donau) und den Buchstaben und Ziffern „MTV Ingolstadt 1881“.

## Fußball

### Bis zur Fusion
Am 24. März 1905 gründete sich im MTV eine Fußballabteilung. Im Rahmen der reinlichen Scheidung zwischen Turnern und Fußballern wurde die Fußballabteilung 1923 vorübergehend selbständig. 1933 erfolgte die Rückkehr in den MTV. Während des Zweiten Weltkriegs klopften diese erstmals 1941 ans Tor zur erstklassigen Gauliga Bayern. Während sie 1941 jedoch noch den Aufstieg als Zweiter der Aufstiegsrunde verpassten, gelang dieser 1943, jedoch nur mehr in die Gauliga Südbayern und nicht mehr als MTV, sondern als KSG Ingolstadt, da gemeinsam mit dem VfB Ingolstadt-Ringsee eine Kriegssportgemeinschaft gebildet werden musste. Die Gauligasaison 1943/44 beendeten sie als Tabellensiebter. Heimsiege gegen den FC Wacker München (2:1) und den SSV Jahn Regensburg (1:0) sowie ein Unentschieden beim TSV 1860 München (3:3) gehören zu den Höhepunkten dieser Spielzeit. Während der Saison 1944/45 konnte Ingolstadt nur sechs Spiele absolvieren und landete damit auf den vorletzten Platz der auf München und Oberbayern beschränkten Gauligastaffel.
Nach dem Neustart des Fußballs wurde der MTV in die zunächst zweitklassige Amateurliga Südbayern eingeteilt. 1947/48 gelang ihnen die Qualifikation für die bayerische Amateurliga. Als unterhalb der Oberliga Süd mit der II. Division eine weitere überregionale Liga eingeführt wurde, verpasste der MTV 1949/50 die Qualifikation als Sechster der bayerischen Amateurliga nur um einen Platz. Lediglich einen Punkt vor dem MTV hatte sich Neuling ASV Cham den fünften bayerischen Qualifikationsplatz geholt. Der MTV blieb in der nun mehr drittklassigen Amateurliga, aus der sie 1952 sogar abstiegen. Zwar gelang 1954 der sofortige Wiederaufstieg, doch blieb die Rückkehr auf vier Spielzeiten bis 1957 beschränkt.
1966 gelang die erneute Rückkehr in die bayerische Amateurliga. Der Neuling musste jedoch sofort wieder absteigen. Erst dem nächsten Aufstieg 1969 folgten erfolgreiche Jahre. Als Neuling landete der MTV 1969/70 gleich auf dem fünften Platz, 1972 schlossen die Ingolstädter sogar auf dem dritten Platz ab. Doch 1976 stand am Ende der erneute Abstieg.
Nach diesem Abstieg ging es umso steiler bergauf. Dem sofortigen Wiederaufstieg folgte 1977/78 der Durchmarsch der Mannschaft in die 2. Bundesliga Süd, die durch die Torjägerqualitäten von Karl Obermeier, der vom FC Augsburg zurückgekehrt war, gesichert wurde; Meister 1. FC Haßfurt hatte auf den Aufstieg verzichtet. In der zweithöchsten deutschen Spielklasse etablierte sich die Mannschaft zunächst als 11. recht erfolgreich und lockte 1978/79 im Schnitt 3147 Zuschauer zu den 19 Heimspielen in das MTV-Stadion am Kreuztor. Zur folgenden Saison gab es nach dem Aufstieg des ESV Ingolstadt-Ringsee sogar ein Lokalderby in der 2. Bundesliga. Der ESV überflügelte den MTV jedoch nicht nur in der Zuschauergunst mit einem Schnitt von 3450, während zum MTV nur 2180 kamen. Vielmehr gelang dem ESV der Klassenerhalt, während es für den MTV nach zwei Jahren Profifußball zurück in den Amateurbereich ging.
In der Amateuroberliga Bayern gehörte der MTV, der 1981 gleich Meister wurde, zunächst zu den Spitzenteams. 1985 erfolgte jedoch der fünfte Abstieg aus dem bayerischen Oberhaus. Von 1987 bis 1992 gehörte der MTV wieder der Bayernliga an. Wie immer waren sie ambitioniert gestartet und als Neuling Tabellenvierter geworden. Die nächste Rückkehr 1994/95 blieb eine Eintagsfliege, während sie dann 2000/01 mit einem sechsten Tabellenplatz wieder gut starteten.
Doch der dann folgende achte Abstieg 2002 sollte der letzte Abstieg aus der Bayernliga für den MTV werden.

### Fusion zum FC Ingolstadt 04
Im Dezember 2003 beschloss die Mitgliederversammlung, im Juli 2004 den Erwachsenenspielbetrieb einzustellen. Zusammen mit der Fußballabteilung des ESV Ingolstadt-Ringsee wurde der FC Ingolstadt 04 gegründet, auf den die Spielberechtigung des MTV Ingolstadt übertragen wurde. Die verbliebene Fußballabteilung im MTV Ingolstadt beschränkte sich fortan auf die Nachwuchsförderung und den Spielbetrieb mit zahlreichen Jugendmannschaften.

### Neubeginn der 1. Mannschaft 2009
Um den inzwischen herangewachsenen Spielern auch im Erwachsenenbereich eine Perspektive zu bieten, wurde ab der Saison 2009/10 wieder eine Mannschaft für den Spielbetrieb angemeldet, die in der untersten Amateurklasse Bayerns (C-Klasse) an den Start gehen musste. Nach einer souverän herausgespielten Meisterschaft auf Platz 1 (z. T. gegen 2. und 3. Reservemannschaften von Dorfvereinen) erfolgte 2010 der Aufstieg in die B-Klasse. In der Saison 2010/11 schaffte man gleich den nächsten Aufstieg, diesmal in die A-Klasse, erneut überlegen mit 10 Punkten Vorsprung. Nach einem 11. Platz in der Saison 2013/14 gelang 2014/15 auch hier die Meisterschaft und somit der Aufstieg in die Kreisklasse.

## Volleyball
Der MTV Ingolstadt ist mit 2 Männer- und 3 Frauenmannschaften der größte Volleyballverein in Ingolstadt und dessen Umgebung. Die erste Mannschaft der Männer spielte zwischenzeitlich 2 Saisonen unter Klaus Wischermann in der Regionalliga. Zur Saison 2020/2021 wird die erste Herrenmannschaft zur Spielgemeinschaft, da diese zu wenig Spieler besitzen. Der MTV teilt das Bayernliga-Spielrecht und die übrig gebliebenen Spieler mit dem TV Ingolstadt. Dort werden sie unter Trainier Andreas Mühlbauer, der mit seinem Team in den letzten zwei Jahren zweimal aufgestiegen ist, in der Bayernliga an den Start gehen.

## Judo
Auch ein Olympiasieger stammt aus den Reihen des MTV 1881 Ingolstadt. So erkämpfte sich Udo Quellmalz bei den Olympischen Sommerspielen 1996 im Judo die Goldmedaille. Im gleichen Jahr erreichte die 1. Herrenmannschaft Judo das Europacupfinale.

## Leichtathletik
Aus der 1920 gegründeten Leichtathletik-Abteilung gab es folgende Olympiateilnehmer:
- 1952: Franz Happernagl – 4 × 100-m-Staffel
- 1984: Hans-Peter Ferner – 800 m
- 1984: Michaela Schabinger – 4 × 100-m-Staffel
- 1988: Alois Hannecker – Diskuswurf
- 1988: Michaela Schabinger – 4 × 400-m-Staffel
- 1992: Birgit Clarius – Siebenkampf

Hans-Peter Ferner war bei den Leichtathletik-Europameisterschaften 1982 in Athen Europameister über 800 Meter.

## Tischtennis
Der MTV 1881 Ingolstadt spielte mit seiner Tischtennis-Damenmannschaft Ende der 1980er Jahre in der 2. Bundesliga.

## Handball
Die MTV-Handballabteilung hatte ihren größten Erfolg mit der altbayerischen Meisterschaft und den damit verbundenen Aufstieg in die fünftklassige „Bayerische Landesliga“. Der MTV Ingolstadt nimmt mit einer Herrenmannschaft und mehreren Nachwuchsmannschaften am Spielbetrieb des Bayerischen Handballverbandes (BHV) teil. Die erste Männermannschaft spielt 2023/24 in der Bezirksklasse Altbayern.
- Altbayerischer Meister und Aufstieg in die „Bayerische Landesliga/Männer“ (5. Liga) 2016

## Ehrenmitglieder
- seit 2002: Peter Schnell
- seit 2002: Gustav Derbsch
- seit 2009: Horst Seehofer
- seit 2010: Sven Godau
- seit 2010: Winfried Werthner
- seit 2012: Herold Demel
- seit 2021: Udo Ellermann

Quelle: 

## Abteilungen
Der MTV 1881 Ingolstadt unterhält derzeit 18 Sportabteilungen und 2 kulturelle Abteilungen:

### Sport
- Aikido
- Basketball
- Beachvolleyball
- Fechten
- Fußball
- Gesundheitssport
- Judo
- Karate, Kobudo und Tai Chi
- Leichtathletik
- Schach
- Schwertkampf
- Ski und Wandern
- Tennis
- Tischtennis
- Turnen
- Volleyball

### Kultur
- Schäfflergilde
- Laienspielgruppe „Schanzer Volksbühne“